# Chřestýš zelený
Chřestýš zelený (Crotalus viridis) je jedovatý zmijovitý had z podčeledi chřestýšovitých, vyskytující se na západě Spojených států amerických (především ve státu Texas), jihozápadu Kanady a na severu Mexika.

## Popis
Měří 100 až 120 centimetrů na délku. Identifikační znaky se obvykle liší s ohledem na poddruhy chřestýše zeleného. Navzdory svému českému jménu je však zbarvení kůže tohoto hada vždy světle hnědé (i když výjimkou může být i zbarvení skutečně lehce nazelenalé), zatímco hřbetní vzorování je složeno zejména z tmavě hnědých pruhů. Hlava je výrazného trojúhelníkovitého tvaru. Stejně, jako ostatní chřestýši, je i tento druh vybaven chřestítkem na konci ocasu, jež je tvořeno zrohovatělými články kůže, rovněž je had vybaven i tepločivnými jamkami, s jejichž pomocí je schopen detekovat teplo vydávané živočichy v okolí.

## Přirozené prostředí
Obývá prérie, travnaté planiny a buše. Některé z poddruhů však dávají větší přednost například jeskyním či zalesněným oblastem. Občas dokonce využívá nor ostatních živočichů jakožto vlastního úkrytu.

## Potrava
Chřestýš zelený loví, díky značnému rozšíření po severoamerickém kontinentu, celou variaci odlišných zvířat. Nejčastěji kořistí však bývají hlodavci jako myši a krysy, či dokonce veverky, psouni a malí zajíci, stejně jako na zemi hnízdící ptáci. Méně obvyklou kořistí bývají obojživelníci a jiní hadi.

## Chování
Nejedná se o příliš agresivního hada, v případě ohrožení využívá, stejně jako jeho příbuzní, svého chřestítka na ocase. Jednotlivými články v chřestítku pohybuje a vytváří tak pro chřestýše typický chřestivý zvuk. Většinu predátorů toto varování odradí. Na lov vyráží většinou v noci.

## Jed
Jed chřestýše zeleného je poměrně silný. Obsahuje hemotoxiny i neurotoxiny a uštknutí může být pro člověka smrtelné. Při kousnutí had vpouští do těla kořisti či potenciálního nepřítele svými zuby 20–55 % uskladněného jedu, což je dostatečné množství pro zabití dospělého člověka.

## Rozmnožování
Tento druh je živorodý, samice rodí v období mezi srpnem a říjnem, přičemž v jednom vrhu může být 4–12 mláďat. Ta po narození měří 22–28 centimetrů na délku.